# Experimentelle Ökologie
Die experimentelle Ökologie erforscht Ökosysteme. Insbesondere versucht sie, „mithilfe von Freiland- oder Laborexperimenten Fragen zu den Beziehungen der Lebewesen untereinander und zu ihrer Umwelt zu beantworten“. Dabei betrachtet sie Ursachen und Wirkungen, um Verständnis über Einzelvorgänge und in der Folge über Verkettungen und Vernetzungen zu gewinnen. Sie bedient sich dabei u. a. auch der Analyse, Modellierung, Simulation und der Eingrenzung um Modelle zu schaffen.
Als Wegbereiter der experimentellen Ökologie gilt insbesondere Joseph H. Connell und dessen Studie über Rankenfußkrebse, The influence of interspecific competition and other factors on the distribution of the barnacle Chthamalus stellatus, aus dem Jahr 1961.

## Belege
1. ↑  Experimentelle Ökologie. Auf: goethe-university-frankfurt.de, eingesehen am 8. Dezember 2020.
2. ↑  Karl Heinz Kreeb: Methoden zur Pflanzenökologie und Bioindikation. VEB Gustav Fischer Verlag, Jena 1990, ISBN 3-334-00309-4, S. 13–17.
3. ↑  Joseph H. Connell: The influence of interspecific competition and other factors on the distribution of the barnacle Chthamalus stellatus. In; Ecology. Band 42, Nr. 4, 1961, S. 710–723, doi:10.2307/1933500, Volltext (PDF) (Memento vom 27. September 2011 im Internet Archive)